# 韩善熙
韩善熙（韓語：한선희，1973年6月9日—），韩国女子手球运动员。她曾代表韩国国家队参加1992年、1996年和2000年夏季奥林匹克运动会手球比赛，获得一枚金牌和一枚银牌。